# (3480) Abante
(3480) Abante (1981 GB) – planetoida z pasa głównego asteroid okrążająca Słońce w ciągu 5,34 lat w średniej odległości 3,06 j.a. Została odkryta 1 kwietnia 1981 roku przez Edwarda Bowella.